# Jena Malone
Jena Malone (* 21. listopadu 1984 Sparks, Nevada) je americká herečka.

## Životopis
Narodila se jako dcera Deborah „Debbie“ Malone a Edwarda Berge. Vychovávala ji její matka a matčina tehdejší přítelkyně, které říkala „Boží máma“. Jejím dědečkem z otcovy strany byl Karl Berge, bývalý majitel kasina Bourbon Square. Její otec má z části norský původ a ona sama má též irské předky. Vyrůstala v chudobě, její rodina se často stěhovala a stávalo se, že žili jako bezdomovci. Malone v retrospektivě řekla: „Byli jsme jen příliš chudí. Vždycky jsme odcházeli z bytů, ztráceli práci, našli si levnější bydlení, z toho se nechali vyhodit a žili v autě nebo na hotelech.“ Ve věku devíti let již žila na sedmadvaceti různých místech. Nicméně tuto zkušenost vidí pozitivně: „Nemyslím si, že to bylo těžké dětství... připravilo mě na tento zvláštní a kočovný životní styl herce. Je úžasné dát dítěti rozmanitost ohledně toho kde a jak bydlet. Přiměje vás to věřit, že bezpečí je tvořeno i bez čtyř betonových stěn, kterým se říká domov.“
Její zájem o herectví začal poté, co viděla svou matku hrát v ochotnickém divadle. V roce 1995 se přestěhovala do Las Vegas a později přemluvila svou matku, aby se přestěhovala za ní kvůli budování herecké kariéry.
Uvedla, že spolu se svou matkou během času v Los Angeles bojovaly s penězi. Od šesté do osmé třídy byla vyučována doma a pro devátou třídu docházela do Professional Children's School v New Yorku. O rok později školu opustila a stala se právně nezávislou. Později úspěšně absolvovala test General Educational Development. Má jednu nevlastní sestru z matčiny strany, která se jmenuje Madison Mae Malone.

## Kariéra

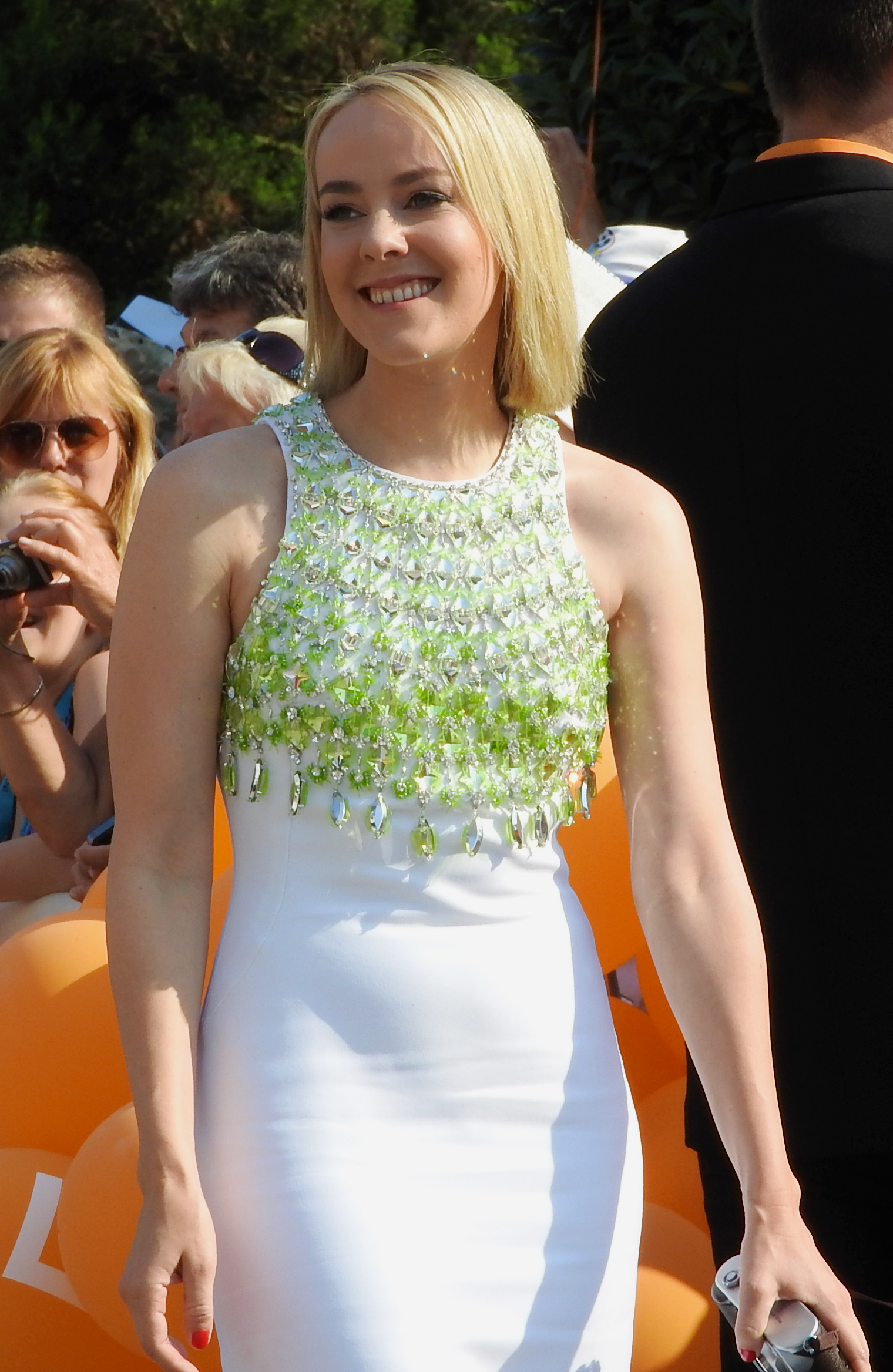
Malone v roce 2015 na Filmovém festivalu v Karlových Varech

Její první role přišla v roce 1996 ve filmu Bastard Out of Carolina, za který byla nominována na Independent Spirit Award pro nejlepší debutový herecký výkon a také na Screen Actors Guild Award pro nejlepší ženský herecký výkon v televizním filmu či minisérii. Od té doby se začala její kariéra rozvíjet a zahrála si v několika hollywoodských filmech. V roce 1997 byla za svou roli v Městu naděje nominovaná na Zlatý glóbus v kategorii nejlepší herečka v minisérii nebo televizním filmu.
Po práci na několika televizních projektech a několika vedlejších rolích ztvárnila svou první filmovou hlavní roli v kultovním filmu Donnie Darko, a to Gretchen Ross, novou dívku ve městě, která se stane přítelkyní Jaka Gyllenhaala. Produkovala drama American Girl, ve kterém si i zahrála. V roce 2005 ztvárnila rozmazlenou dceru Bennetových, Lydii, ve filmu Pýcha a předsudek. V roce 2006 přišel její broadwayský debut ve hře Doubt.
V roce 2007 bylo oznámeno, že vydá svůj první singl přes hudební vydavatelství The Social Registry. V roce 2008 si zahrála v hororu Ruiny. O rok později ztvárnila Lavinii ve hře Eugena O'Neilla, Smutek sluší Elektře.
V roce 2011 ztvárnila Rocket ve filmu Zacka Snydera, Sucker Punch. Film ovšem nebyl příliš úspěšný na pokladnách kin a herečka se začala věnovat fotografování a své hudební skupině Shoe. Po velkém úspěchu v minisérii Hatfieldovi a McCoyovi se její vášeň pro herectví vrátila. V roce 2012 též ztvárnila hlavní roli v internetovém seriálu Dakota. Též si zahrála Carson McCullers ve filmu Lonely Hunter režisérky Deborah Kampmeir. Ztvárnila Johannu Manson ve třech filmech ze série Hunger Games, a to Hunger Games: Vražedná pomsta, Hunger Games: Síla vzdoru 1. část a Hunger Games: Síla vzdoru 2. část.
V listopadu 2014 vystavila třicet devět fotografií, které pořídila v létě téhož roku v Myanmaru. Výstava se uskutečnila v umělecké galerii MAMA, která patří její blízké přítelkyni Adarshe Benjamin. Vydělané peníze věnovala neziskové organizaci Girl Determined, která se snaží zlepšit situaci ohledně vzdělávání dívek v Myanmaru.
V únoru 2015 byla obsazena vedle Keanu Reevese do thrilleru Neon Demon. V roce 2016 opět spolupracovala s režisérem Zackem Snyderem, a to na filmu Batman v Superman: Úsvit spravedlnosti. Její scény byly vystřiženy z finální verze, ale objevily se na „Ultimate Edition“ na filmovém nosiči.

## Osobní život
V devatenácti letech si koupila dům v Lake Tahoe v Nevadě, kde se usadila v roce 2012.
Chodí s fotografem Ethanem DeLorenzem. Na konci května 2016 porodila syna, kterého pár pojmenoval Ode Mountain DeLorenzo Malone.

## Filmografie

### Film
| Rok  | Název                                  | Role                        |
| ---- | -------------------------------------- | --------------------------- |
| 1996 | Bastard Out of Carolina                | Ruth Anne „Bone“ Boatwright |
| 1997 | Kontakt                                | mladá Ellie Arroway         |
| 1998 | Druhá nebo první                       | Anna Harrison               |
| 1999 | Zápisník hvězdné oblohy                | Mary McGuire                |
| 1999 | Hra snů                                | Heather Aubrey              |
| 2001 | Donnie Darko                           | Gretchen Ross               |
| 2001 | Dům života                             | Alyssa Beck                 |
| 2002 | Skandál v katolické škole              | Margie Flynn                |
| 2002 | Šerif                                  | Ashley Hardwick             |
| 2002 | American Girl                          | Rena Grubb                  |
| 2003 | Svět podle Lelanda                     | Becky Pollard               |
| 2003 | Návrat do Cold Mountain                | převoznice                  |
| 2004 | Černá ovce                             | Mary Cummings               |
| 2004 | Corn                                   | Emily Rasmussen             |
| 2005 | Ostrov samoty                          | Red Berry                   |
| 2005 | Zámek v oblacích                       | Lettie (hlas)               |
| 2005 | Pýcha a předsudek                      | Lydia Bennet                |
| 2006 | Container                              | žena (hlas)                 |
| 2006 | Lying                                  | Grace                       |
| 2007 | Poslední píseň                         | Frankie                     |
| 2007 | The Go-Getter                          | Joely                       |
| 2007 | Útěk do divočiny                       | Carine McCandless           |
| 2008 | Ruiny                                  | Amy                         |
| 2009 | Posel                                  | Kelly                       |
| 2009 | Sólista                                | technička v laboratoři      |
| 2010 | Five Star Day                          | Sarah Reynolds              |
| 2011 | Sucker Punch                           | Rocket                      |
| 2012 | Pro Ellen                              | Susan                       |
| 2012 | In Our Nature                          | Andie                       |
| 2013 | The Painted Lady                       | namalovaná paní             |
| 2013 | Teenage                                | americká dívka (hlas)       |
| 2013 | The Wait                               | Angela                      |
| 2013 | Hunger Games: Vražedná pomsta          | Johanna Mason               |
| 2014 | 10 Cent Pistol                         | Danneel                     |
| 2014 | Čas beznaděje                          | Maggie Hammond              |
| 2014 | Skrytá vada                            | Hope Harlingen              |
| 2014 | Hunger Games: Síla vzdoru 1. část      | Johanna Mason               |
| 2015 | Angelica                               | Constance                   |
| 2015 | Hunger Games: Síla vzdoru 2. část      | Johanna Mason               |
| 2016 | Batman v Superman: Úsvit spravedlnosti | Jenet Klyburn               |
| 2016 | Noční zvířata                          | Sage Ross                   |
| 2016 | Lovesong                               | Mindy                       |
| 2016 | Bottom of the World                    | Scarlett                    |
| 2016 | The Neon Demon                         | Ruby                        |
| 2018 | The Public                             | Myra                        |
| 2020 | Antebellum                             | Elizabeth Denton            |
| 2020 | Lorelei                                | Dolores                     |
| 2020 | Stardust                               | Angie Bowie                 |

### Televize
| Rok           | Název                        | Role                              | Poznámky                         |
| ------------- | ---------------------------- | --------------------------------- | -------------------------------- |
| 1996          | Co skrývá Amerika            | Willa Januson                     | televizní film                   |
| 1996          | Nemocnice Chicago Hope       | Stacy Morissey                    | díl: „Sweet Surrender“           |
| 1997          | Město naděje                 | Lilly Kate Burns                  | televizní film                   |
| 1997          | Ellen Foster                 | Ellen Foster                      | televizní film                   |
| 1998          | Zločin v ulicích             | Debbie Straub                     | 2 díly                           |
| 1999          | Dotek anděla                 | Casey                             | díl: „Hearts“                    |
| 2000          | Podvodníci                   | Jolie Fitch                       | televizní film                   |
| 2001          | Zlatokopové na divoké řece   | California Morning „Lucy“ Whipple | televizní film                   |
| 2003          | Hitler: Vzestup zla          | Geli Raubal                       | mini-série, 2 díly               |
| 2008          | Právo a pořádek              | Michelle Landon                   | díl: „Lost Boys“                 |
| 2011          | Robot Chicken                | Boy George/zpěvačka (hlas)        | díl: „Beastmaster and Commander“ |
| 2012          | Hatfieldovi a McCoyovi       | Nancy McCoy                       | mini-série, 3 díly               |
| 2012          | Dakota                       | Dakota                            | 3 díly                           |
| 2019          | Too Old to Die Young         | Diana                             | 6 dílů                           |
| 2021          | Goliáš                       | Samantha Margolis                 | 8 dílů                           |
| bude oznámeno | Army of the Dead: Lost Vegas | Zeta (hlas)                       |                                  |